# Pennatula delicata
Pennatula delicata är en korallart som beskrevs av Tixier-Durivault 1966. Pennatula delicata ingår i släktet Pennatula och familjen Pennatulidae. Inga underarter finns listade i Catalogue of Life.